# Modřice
Modřice (německy Mödritz, v hantecu Blajkec) jsou město v okrese Brno-venkov v Jihomoravském kraji, bezprostředně sousedící se statutárním městem Brnem. Rozkládají se na okraji Dyjsko-svrateckého úvalu. Žije zde přibližně 5 700 obyvatel.
Jedná se o vinařskou obec ve Velkopavlovické vinařské podoblasti (viniční tratě Hájek, Mučednická, Sady).

## Název
Nejstarší podoba jména byla Modřici a byla odvozena od osobního jména Modr. Jméno vsi tedy znamenalo "Modrovi lidé". Německé jméno se vyvinulo z českého.

## Historie
První písemná zmínka o Modřicích pochází z roku 1141 (Modrici). Status města získaly 1. července 1994.
Od 13. století se v Modřicích usazovali němečtí kolonisté. Modřice po staletí patřily do brněnského jazykového ostrova a až do poloviny dvacátého století zde převládalo německé obyvatelstvo. To bylo po druhé světové válce vysídleno.
V roce 1999 proběhl v modřické ulici Za Humny kvůli chystané stavbě nových domů záchranný archeologický výzkum, při kterém byly objeveny fragmenty dvou ramen příkopu propojených zaobleným nárožím. Jednalo se původně o opevňovací příkop pochodového tábora římských legií někdy z let 172–180, tedy z dob markomanských válek. K 16. červnu 2000 bylo území Modřic rozšířeno o pozemky původně patřící k sousední obci Popovice, kde následně vznikla nová sídelní lokalita Bobrava.

## Obyvatelstvo
Na počátku 17. století měla obec 76 domů, po třicetileté válce bylo z nich 15 pustých. V roce 1790 měly Modřice 148 domů a 840 obyvatel, roku 1834 155 domů a 940 obyvatel.
| Rok            | 1869  | 1880  | 1890  | 1900  | 1910  | 1921  | 1930  | 1950  | 1961  | 1970  | 1980  | 1991  | 2001  | 2011  | 2021  |
| -------------- | ----- | ----- | ----- | ----- | ----- | ----- | ----- | ----- | ----- | ----- | ----- | ----- | ----- | ----- | ----- |
| Počet obyvatel | 1 619 | 1 834 | 1 890 | 2 014 | 2 205 | 2 237 | 2 509 | 2 423 | 2 787 | 3 381 | 4 115 | 3 484 | 3 504 | 4 845 | 5 487 |
| Počet domů     | 184   | 209   | 238   | 279   | 330   | 330   | 426   | 527   | 518   | 552   | 585   | 574   | 637   | 843   | 952   |

## Městská správa

### Městské symboly
Znak byl městu udělen rozhodnutím předsedy Poslanecké sněmovny Parlamentu České republiky dne 17. dubna 2009 a vlajka byla městu udělena rozhodnutím předsedy PSP ČR dne 29. března 1995.

## Popis
Mezi silnicemi na Rajhrad a do sousedních Želešic se nachází modřický technologický park, v němž působí několik strojírenských firem. Ve východní části katastru Modřic se nachází rozsáhlý areál obchodního a zábavního centra Olympia, který svou plochou zasahuje i na území Brna.
Východně vlastního města se nachází Čistírna odpadních vod Modřice, která slouží velké části brněnské aglomerace.

## Doprava
Území města protínají dálnice D2 s exitem 3 a silnice I/52 v úseku Brno–Rajhrad. Ve směru od Ivančic k exitu 3 prochází silnice II/152. Dále vedou obcí silnice III. třídy:
- III/00219 ze silnice I/52 na Popovice
- III/15268 podél silnice I/52 na sever k D1
- III/15277 podél silnice I/52 ze severu
- III/15278 ze silnice II/152 přes město na Přízřenice
- III/15279 podél silnice II/152 na východ
- III/15280 ze silnice I/52 přes město

Západní částí města vede železniční trať Brno – Břeclav, na níž se v Modřicích nachází stejnojmenná stanice.
Do Modřic vede podél silnice I/52 tramvajová trať z Brna. Na území města se nachází dvě zastávky: Modřice, Tyršova a konečná Modřice, smyčka.

## Pamětihodnosti
- Kostel svatého Gotharda – barokní jednolodní chrám ze 2. poloviny 18. století, vzniklý na místě původního románského kostela
- Hrad Modřice – zaniklý hrad ze 13. století, situován jižně od stávajícího kostela
- Kaple svatého Václava z let 1917–1918, vystavěná ve stylu italského neobaroka s kubistickými prvky, na náměstí Svobody
- Patrový měšťanský dům s podloubím, vystavěn kolem roku 1800, na náměstí Svobody
- Barokní budova fary z roku 1726
- Barokní sochy svatého Jana Nepomuckého a svatého Floriána

## Osobnosti
V Modřicích se narodil astronom Christian Mayer, pochází odtud herec Jiří Dvořák.
Z Modřic pochází také Vlastimil Kročil, třináctý biskup českobudějovický.

## Galerie

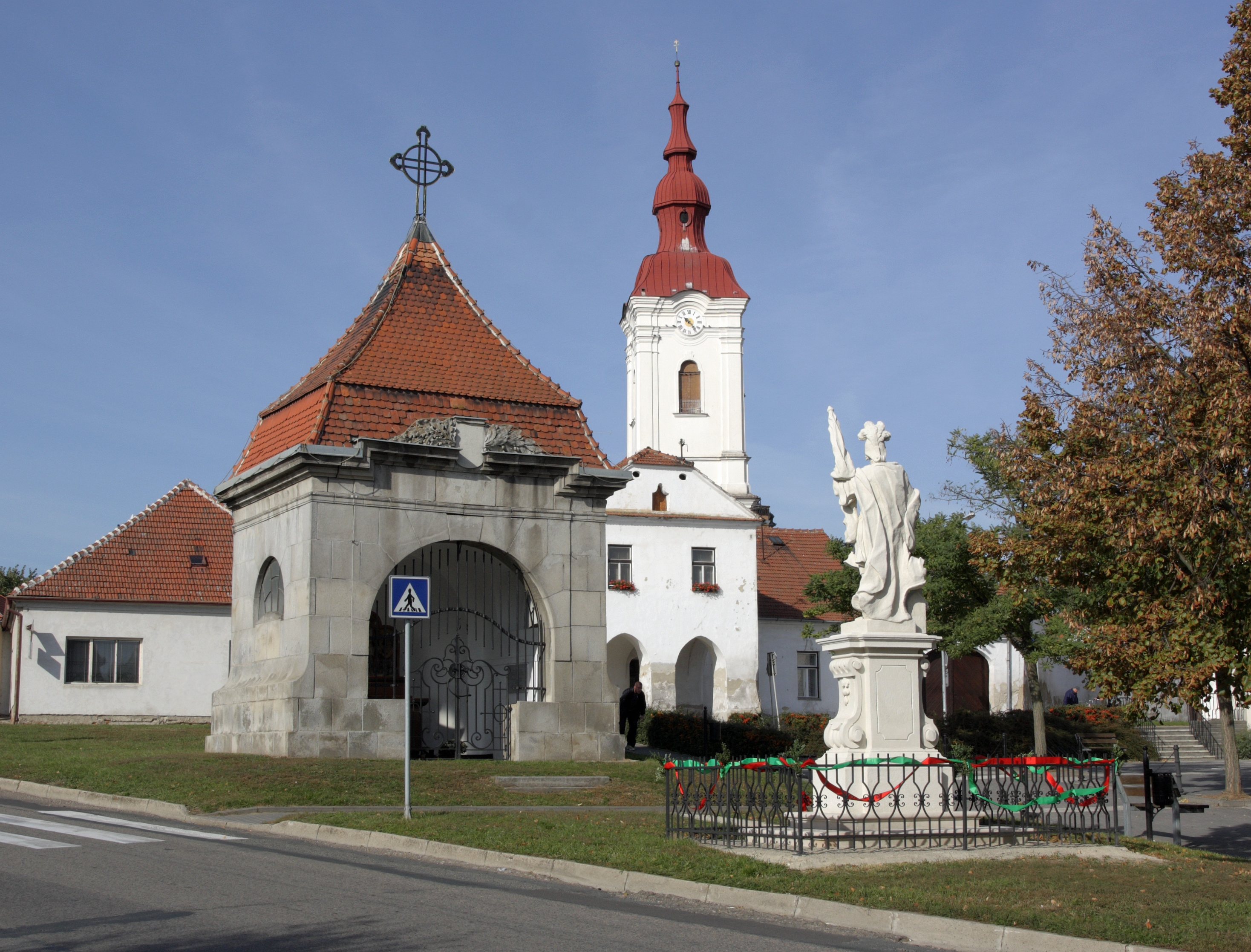
Náměstí Svobody
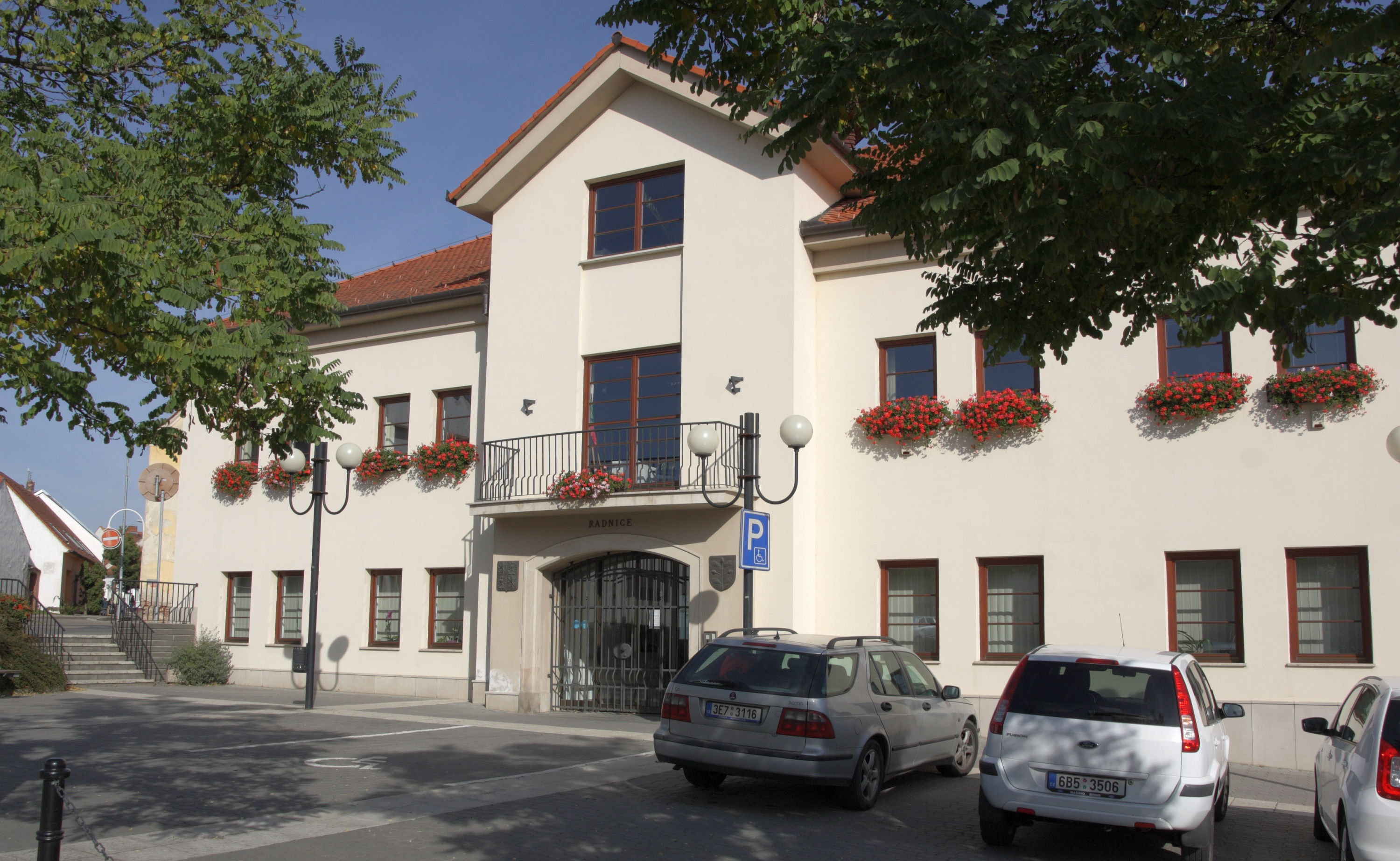
Radnice na náměstí Svobody
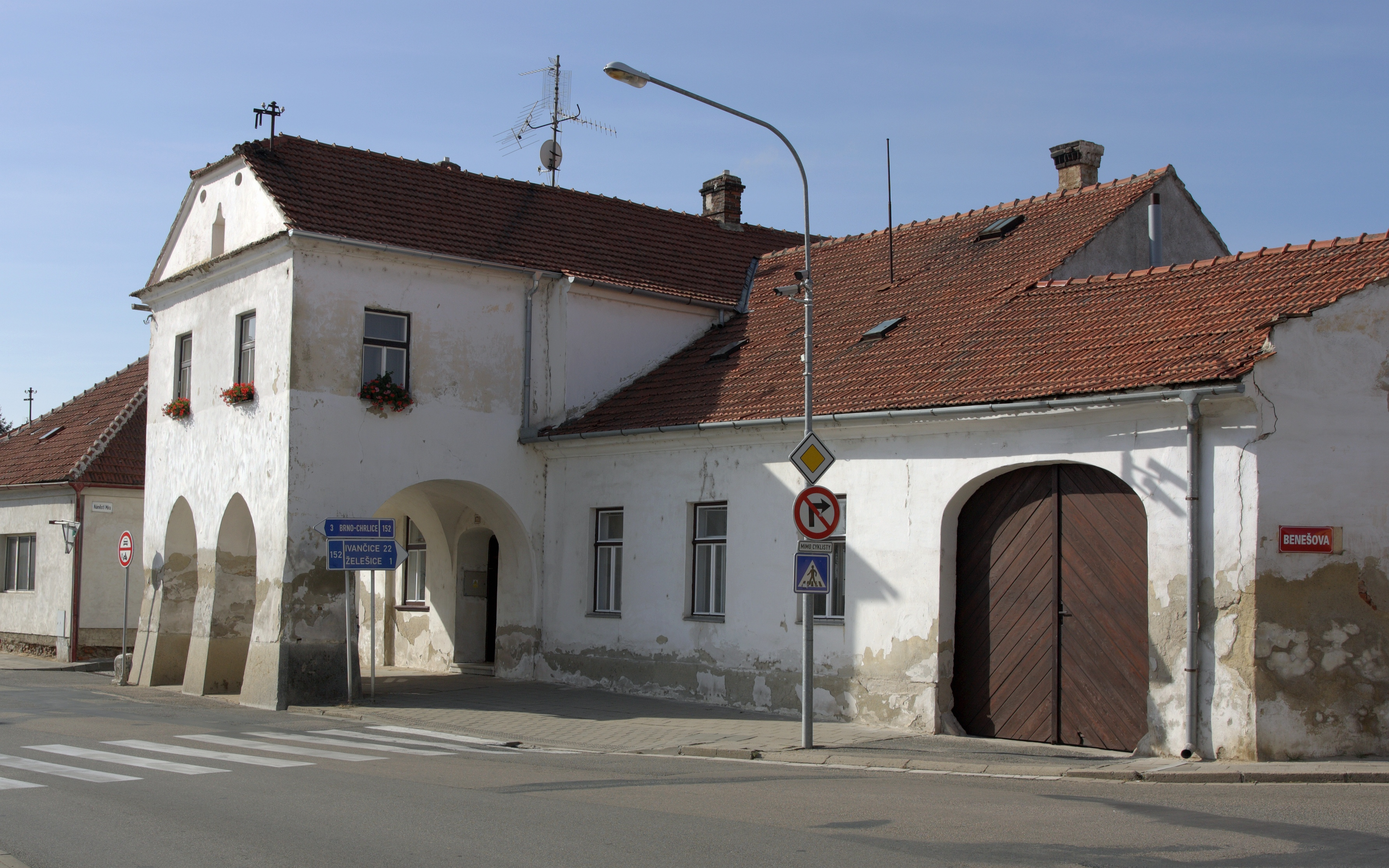
Dům čp. 171 na náměstí Svobody
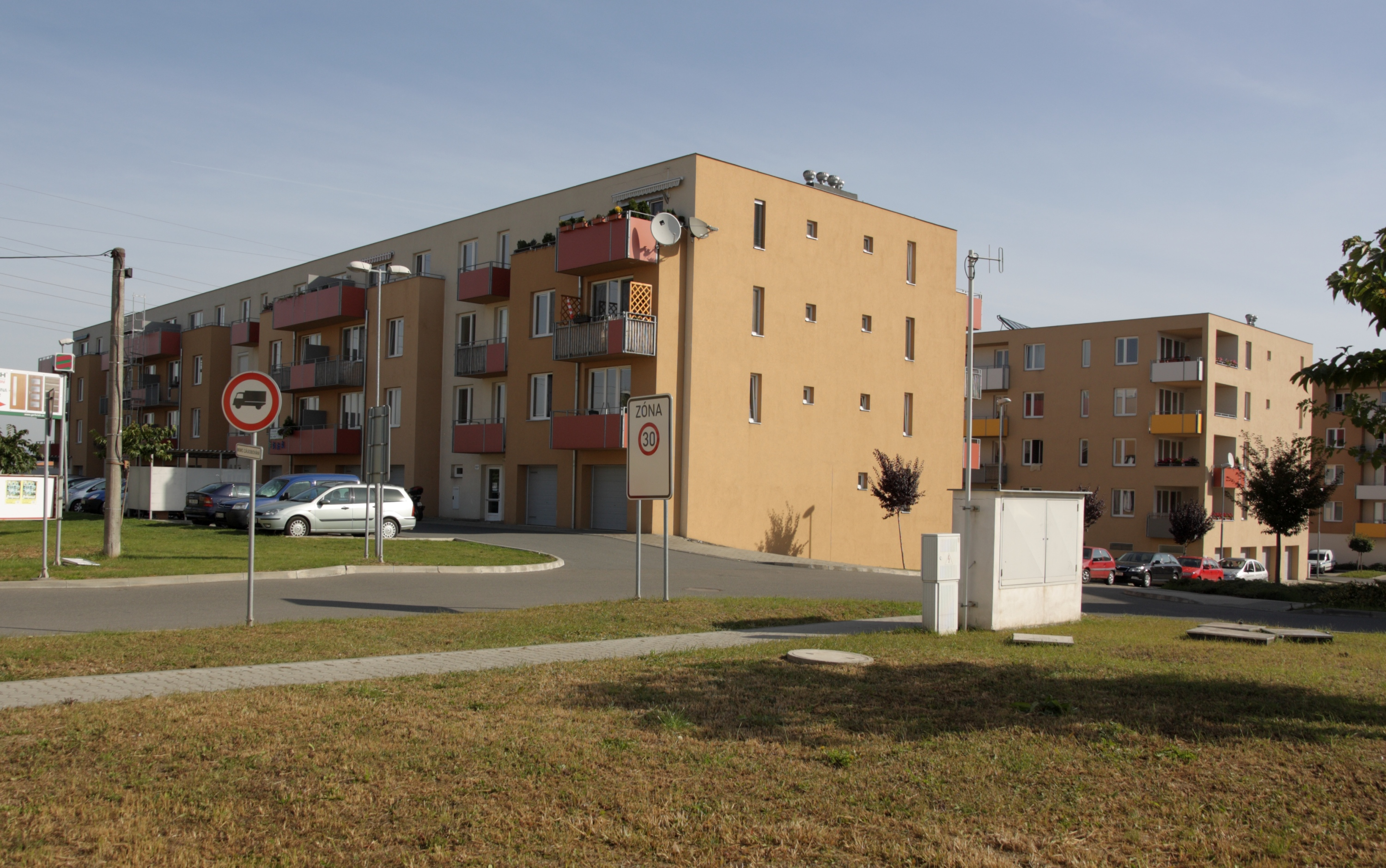
Bytové domy na ulici Masarykova
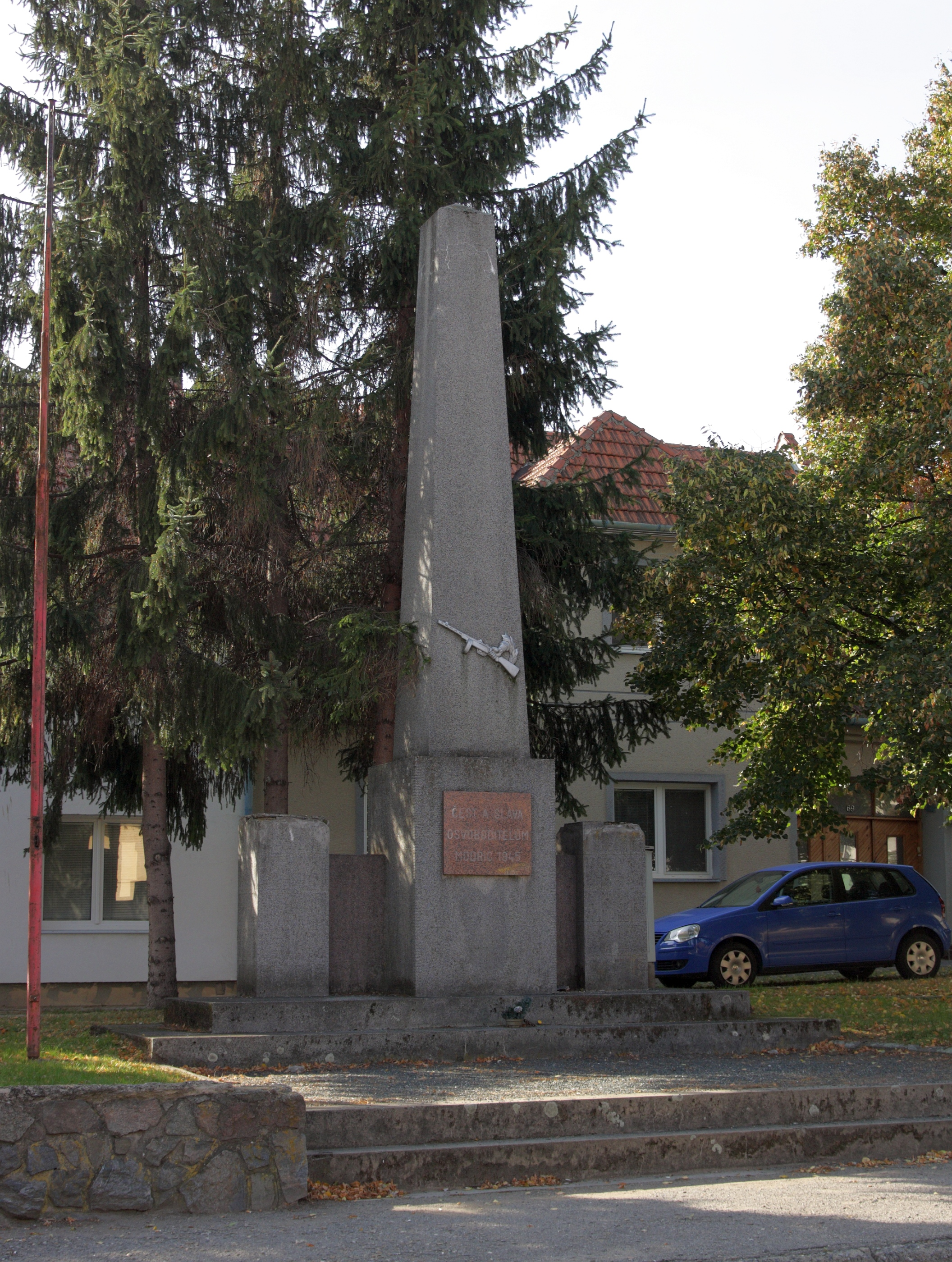
Pomník osvobození Rudou armádou 1945